# Ryska federationens federala församling
Ryska federationens federala församling är det ryska parlamentet. Det består av två kammare som är Federationsrådet samt Statsduman. All lagstiftning kräver behandling i federala församlingens två kammare.